# Pascal Pessiot
Pascal Pessiot (* 14. November 1952 in La Rochelle) ist ein ehemaliger französischer Autorennfahrer und Unternehmer.

## Karriere im Motorsport
Pascal Pessiot bestritt in den 1980er-Jahren Monoposto- und Sportwagenrennen. Die meisten seine Renneinsätze finanzierte der vermögende Franzose selbst und leistete sich in dieser Form einige Rennen in der französischen- und europäischen Formel-3-Meisterschaft. Pessiot fuhr Rennen nicht zum Broterwerb und war in seiner Karriere siebenmal beim 24-Stunden-Rennen von Le Mans am Start. Abseits dieses Rennens bestritt er nur ein weiteres Langstreckenrennen. Beim 1000-km-Rennen von Brands Hatch 1986 erreichte er mit dem Sauber SHS C6 von Roland Bassaler den 17. Gesamtrang.
In Le Mans war er viele Jahre eng mit Welter Racing verbunden und fuhr bis auf 1990 immer für dieses Team. 1989 zeichnete sich Pessiot durch besonderen Mut aus. Vier Stunden vor Rennende fing der WM P489 knapp nach der Mulsanne Feuer, weil austretendes Öl sich am heißen Motor entzündete. Pessiot fuhr mit dem Wagen, aus dem immer mehr Feuer schlug, vier Kilometer weit bis zur Indianapolis-Kurve, weil er dort den Wagen hinter den Leitschienen abstellen konnte, wo der Brand auch sofort gelöscht wurde. Seine beste Platzierung in Le Mans war der 12. Gesamtrang 1986.

## Unternehmer
Pessiot war viele Jahre Immobilieninvestor und in führender Stellung im französischen Glücksspiel tätig. Bis Mai 2011 war er Vorsitzender der  Societe Francaise de Casinos SA.

## Statistik

### Le-Mans-Ergebnisse
| Jahr | Team                | Fahrzeug    | Teamkollege        | Teamkollege       | Platzierung | Ausfallgrund    |
| ---- | ------------------- | ----------- | ------------------ | ----------------- | ----------- | --------------- |
| 1984 | WM Secateva         | WM P83B     | Jean-Daniel Raulet | Michel Pignard    | Ausfall     | Motor überhitzt |
| 1985 | WM Peugeot          | WM P83B     | Patrick Gaillard   | Dominique Fornage | Ausfall     | Disqualifiziert |
| 1986 | WM Secateva         | WM P83B     | Roger Dorchy       | Claude Haldi      | Rang 12     |                 |
| 1987 | WM Secateva         | WM P86      | Jean-Daniel Raulet | François Migault  | Ausfall     | Motorschaden    |
| 1988 | WM Secateva         | WM P88      | Jean-Daniel Raulet |                   | Ausfall     | Getriebeschaden |
| 1989 | WM Secateva         | WM P489     | Jean-Daniel Raulet | Philippe Gache    | Ausfall     | Wagenbrand      |
| 1990 | Courage Compétition | Cougar C24S | Bernhard Thuner    | Alain Iannetta    | Ausfall     | Motorschaden    |